# ハグロツバメチドリ

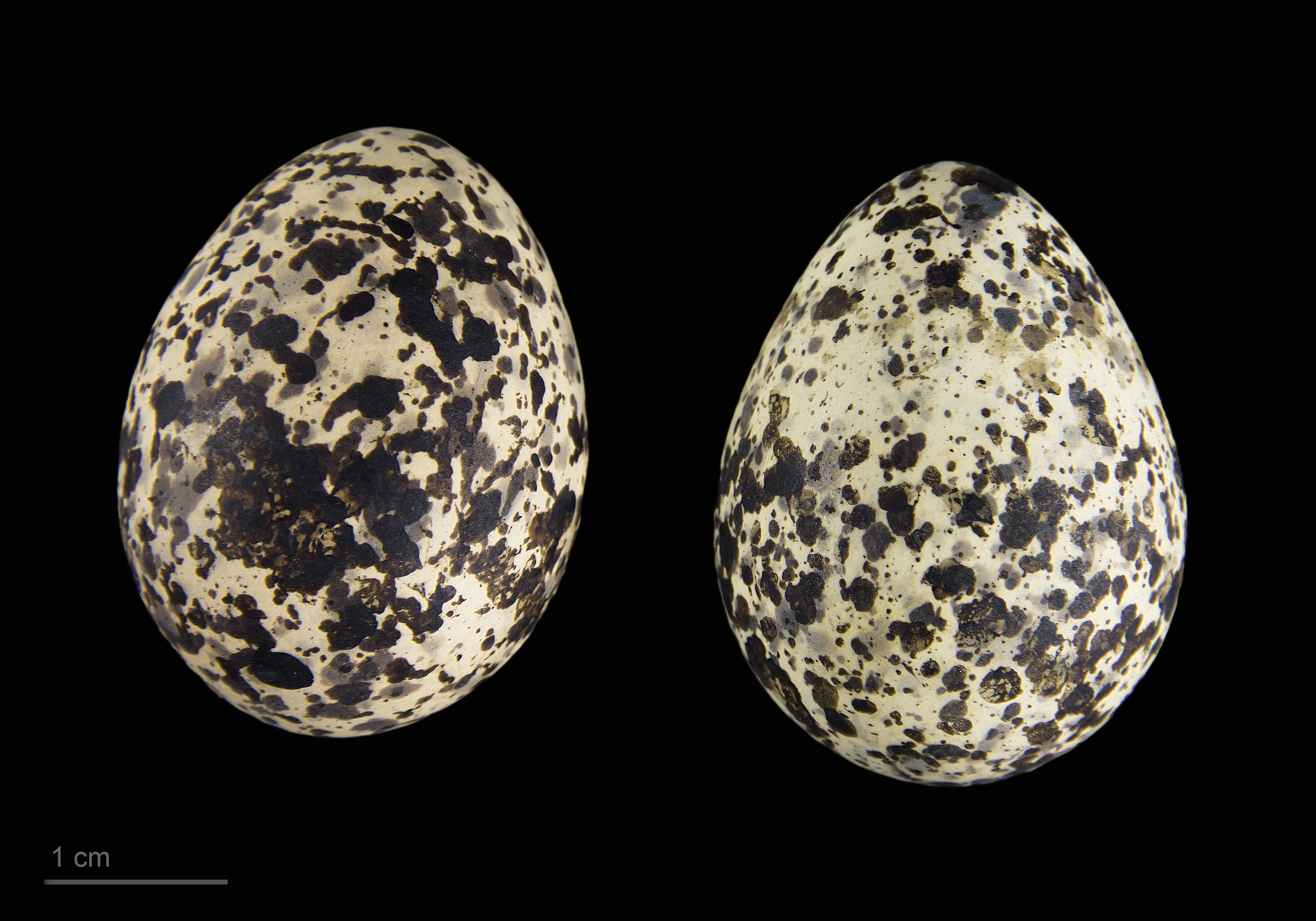
Glareola nordmanni

ハグロツバメチドリ（羽黒燕千鳥、学名：Glareola nordmanni）は、チドリ目ツバメチドリ科に属する鳥類の一種。

## 分布
南東ヨーロッパの温暖な地方と南西アジアで繁殖し、熱帯アフリカで越冬する渡り鳥である。繁殖地の北と西では稀となる。

## 形態
脚は短く、長く先の尖った翼とツバメのように二股に分かれた尾を持つ。嘴は短く、空中で餌を取るのに適している。背と頭部と翼は茶色で腹部は白く、風切羽と翼の下部は黒い。

## 生態
開けた土地を好み、しばしば夕方に水辺の近くで飛びながら昆虫を捕獲しているのが見られる。地面に2個から4個の卵を産む。